# Dmitrij Beljajev
Dmitrij Konstantinovitj Beljajev (ryska Дмитрий Константинович Беляев), född 17 juli 1917 och avliden 14 november 1985 var en rysk zoolog. Från 1959 till 1985 var han chef för Institutet för cytologi och genetik vid Rysslands Vetenskapsakademi i Novosibirsk.
Han är framförallt känd för sin 40-åriga forskning kring domesticering av rödrävar i syfte att återskapa domesticeringen av hunden. De första rävkullarna var skygga för människor, de drog sig undan och kunde bitas. I varje generation valdes de fogligaste ut för fortsatt avel. Efter några generationer betedde rävarna sig likt hundvalpar, de började söka aktiv kontakt med människor, viftade på svansen och slickade skötarnas händer. De fick även mer varierat utseende än vanliga rävar och blev mer hundlika med kortare nos och bredare huvud, vissa har hängande öron eller uppåtböjd svans. De blev även mer brokiga och fick en större variation av pälsfärger. Senare forskning av Uppsalagenetikern Elena Jazino kunde visa att det endast var ett fyrtiotal gener som skilde de domesticerade rävarna från de vilda.